# Thermopsis chinensis
Thermopsis chinensis är en ärtväxtart som beskrevs av Spencer Le Marchant Moore. Thermopsis chinensis ingår i släktet lupinväpplingar, och familjen ärtväxter. Inga underarter finns listade i Catalogue of Life.